# Witalij Polanski (1937–1994)
Witalij Pawłowycz Polanski, ukr. Віталій Павлович Полянський, ros. Виталий Павлович Полянский, Witalij Pawłowicz Polanski (ur. 28 kwietnia 1937 w Nowogrodzie Siewierskim, w obwodzie czernihowskim, Ukraińska SRR, zm. 7 września 1994 w Tarnopolu, Ukraina) – ukraiński piłkarz, trener piłkarski.

## Kariera piłkarska
Wychowanek klubu Dynamo Tarnopol. Rozpoczął karierę piłkarską w drużynie rezerw Dynama Kijów. Potem występował w klubach Zirka Kirowohrad, Naftowyk Drohobycz i SKA Lwów. W 1960 zakończył karierę piłkarza w Awanhardzie Tarnopol.

## Kariera trenerska
Po zakończeniu kariery piłkarza rozpoczął pracę szkoleniowca. Ukończył Pedagogiczny Instytut w Krzemieńcu. Najpierw trenował kilka zespołów amatorskich w obwodzie tarnopolskim. W latach 1980–1981 pracował w Szkole Piłkarskiej w Tarnopolu. Od 1986 do 1988 prowadził klub Nywa Tarnopol.
7 września 1994 zmarł w Tarnopolu w wieku 57 lat. Po jego śmierci został organizowany Memoriał nazwany jego imieniem.

## Sukcesy i odznaczenia

### Sukcesy trenerskie
Nywa Tarnopol
- wicemistrz Ukraińskiej SRR: 1987
- brązowy medalista Mistrzostw Ukraińskiej SRR: 1988